# Pianeti di Doctor Who
Lista dei pianeti apparsi nelle serie TV britannica di fantascienza Doctor Who e nei suoi spin-off Torchwood, Le avventure di Sarah Jane e Class. La maggior parte di essi si trova all'interno della Via Lattea, nota nella serie come Mutter's Spiral, ma sono presenti anche universi paralleli.

## A

### Adipose 3
Adipose 3 è il pianeta di allevamento degli Adipose. Ad un certo punto prima del 2009, il pianeta fu rubato dal Nuovo Impero Dalek e trasportato alla Cascata di Medusa.
La prima famiglia decise, in violazione della Legge Galattica, di selezionare la Terra come nuovo pianeta di allevamento a causa del numero di umani obesi. Nella cascata di Medusa, Adipose 3 e ventisei altri pianeti formarono il motore di una bomba anti-realtà con la quale Davros pianificò di distruggere ogni universo. È stato riportato dal Decimo Dottore Meta-Crisi al suo giusto posto nello spazio e nel tempo dopo che i Dalek sono stati sconfitti.

### Agora
Agora è il pianeta del compagno del Sesto Dottore Grant Markham. Nel 2191 i Cybermen tentarono di invadere il pianeta.

### Alfava Metraxis
Alfava Metraxis è il settimo pianeta nel sistema Dundra, nella Cintura di Garn. Fu la casa degli Aplan fino alla loro estinzione per mano degli Angeli Piangenti nel 47º secolo. Nel 49º secolo fu terraformato e colonizzato dagli umani. L'atmosfera ha un alto livello di ossigeno e una bassa quantità di tossine. Il giorno dura circa undici ore. Gli Aplan lasciarono monumenti sul pianeta, inclusi i templi, e i "Labirinti dei Morti", dei grandi labirinti sotterranei con tombe nei muri, adornati con statue di morti. I labirinti avevano sei livelli, per rappresentare l'ascesa dell'anima.

### Algol
Un pianeta la cui economia è in grave crisi a causa dell'alta inflazione.

### Alvega
Alvega era il pianeta più vicino a Skaro, abitato dalla razza vegetale degli Amaryll. Il pianeta era ricoperto di vegetazione e l'unica forma di vita animale erano i vermi giganti. Quando i Dalek invasero Alvega furono sconfitti dagli Amaryll e il loro controllore. Con la flotta Dalek spostata altrove, l'unico Dalek rimasto uccise il controllore distruggendo Alvega.

### Alzarius
Alzarius è il pianeta di Adric e si trova nello Spazio-E. Le sue coordinate galattiche sono identiche a quelle di Gallifrey, eccetto che sono negative. Alzarius è ricoperto da dense e fitte foreste. Ogni 50 anni il pianeta è allontanato dal suo sole da un pianeta più grande, causando un fenomeno chiamato "Mistfall".

### Androzani Maggiore
Pianeta gemello di Androzani Minore nel sistema Sirio. Era la sede del Conglomerato Sirius. Fu colonizzato dalla Terra e il Dottore lo visitò nei suoi primi giorni. Secoli più tardi ha sviluppato un governo federale, il cui organo governativo era il "Presidium".

### Androzani Minore
Il pianeta gemello di Androzani Maggiore. Androzani Minore è un pianeta deserto, i cui oceani si sono prosciugati miliardi di anni fa. A causa della sua singolare composizione, il fango bollente scorreva attraverso la crosta, causando pericolose esplosioni. Il pianeta è pieno di soffiature che erano state scavate dai flussi di fango, alcune delle quali privi di ossigeno. Ha un'atmosfera respirabile ed è patria di vita come i pipistrelli della regina e le bestie magmatiche. Fu colonizzato dagli umani per recuperare le particelle che si trovano nelle caverne.
Quando la Grande Intelligenza invase il flusso temporale del Dottore su Trenzalore per trasformare tutte le sue vittorie in sconfitte, Androzani fu uno dei tanti luoghi in cui morì il Dottore.

### Apalapucia
Apalapucia è un pianeta paradisiaco di guglie svettanti e colonnati d'argento, famoso per le Montagne Glasmir ed è il mondo nativo degli Apalapuciani. Il pianeta ha un cielo rosato-viola e un'atmosfera ricca di ossigeno. Secondo l'Undicesimo Dottore, è lontano dalla Terra 2 miliardi di anni luce ed è stato votato la seconda miglior destinazione per il viaggiatore intergalattico.
Quando l'Undicesimo dottore, Amy Pond e Rory Williams sbarcarono su Apalapucia, il pianeta era stato contagiato da un'epidemia di Chen-7, una malattia rapidamente fatale per le razze a due cuori come i Signori del Tempo e gli Apalapuciani. La Struttura Due Flussi è stata istituita per prendersi cura della popolazione infetta e, grazie all'uso della tecnologia temporale, ha permesso loro di vivere tutta la vita in un giorno. La struttura era gestita da Handbots, infermieri robotici che la sorvegliavano. Per passare il tempo, i pazienti della struttura hanno avuto accesso a favolose strutture di intrattenimento: un acquario, una galleria d'arte con repliche di opere famose di altri pianeti, come la Gioconda, un cinema, l'accesso a un vasto giardino con bizzarri e bellissimi arte topiaria (descritto dall'interfaccia come una replica di arte topiaria rinvenuta nella residenza di un governatore di Shill su Shallanna), portali sulle famose "Montagne Glasmir" del pianeta e una replica del complesso di divertimenti "Rollercoaster Zone" su Clom.

### Azure
Azure è un pianeta che ospita una colonia umana. Nel 2116, Tryst tentò di contrabbandare il vraxoin su Azure. Fu arrestato a Fisk e Costa, con l'aiuto del Quarto Dottore, Romana II e K9.
Nel 2157, Azure fu attaccato dai Dalek poco prima della loro invasione della Terra.

## C

### Calisto B
Un mondo oscuro e misterioso. L'Undicesimo Dottore ha visitato un bar nelle banchine di Calisto B mentre cercava Padre Gideon Vandaleur, in realtà il Teselecta in incognito.

### Clix
Clix un è mondo dell'Alleanza Raxas. Nel 3764 una conferenza di pace dell'Alleanza si svolse a Clix e il Nono Dottore vi fu invitato.

### Clom
Pianeta gemello di Raxacoricofallapatorius, membro dell'Alleanza Raxas e pianeta natale degli Abzorbaloff. Clom fu uno dei 27 pianeti rubati da Davros e aveva un Disneyland.

## D

### Darillium
Darillium è situato in una galassia vicina alla Galassia di Andromeda ed è noto per le sue Torri Cantanti. Il pianeta è circondato da diversi anelli e un gran numero di lune. Ha una superficie rocciosa e un'atmosfera respirabile. Ruota molto lentamente: in termini umani, una notte dura 24 anni. Darillium contiene un sistema di grotte con uno strato di cristalli. Quando il vento soffia attraverso le grotte delle Torri Cantanti, si armonizza con lo strato e causa la produzione di un brano. Almeno una specie di uccello è originaria di Darillium.
Dopo che l'astronave Armonia e Redenzione fu colpita da una tempesta di meteoriti il Dodicesimo Dottore e River Song tentarono di fermare l'incidente, ma alla fine furono costretti a fuggire nel TARDIS. La nave si schiantò su Darillium, senza lasciare sopravvissuti, salvo il Dottore e River, che erano nel TARDIS durante l'incidente, e Nardole e Ramone, le cui teste presero il controllo del corpo di Hydroflax, che fu recuperato dal relitto.

### Demon's Run
Demon's Run è l'asteroide che funge da base principale della Chiesa del Silenzio. Dispone di hangar, armerie e stazioni radio. Demon's Run è inoltre difeso da una flotta di navi della Chiesa. Qui è dove fu portata Amy Pond dopo essere stata rapita da Madame Kovarian ed è il luogo nativo di River Song.

## F

### Foreste Gamma
Una ragazza delle foreste Gamma è definita una "Ragazza Gamma". Nel 52 ° secolo, le foreste erano "neutrali al cielo", riferendosi alla loro posizione neutrale verso il reclutamento per la Chiesa. Le persone cucivano simboli di devozione chiamati "foglie di preghiera". Questi erano ricamati con i nomi dei propri figli nella lingua nativa delle Foreste Gamma, come segno che il bambino sarebbe sempre tornato a casa.
Nelle foreste gamma la parola "dottore" significava "potente guerriero". Non esistono parole per corpi idrici diversi dai fiumi, perché l'unica acqua nella foresta è il fiume.
Lorna Bucket sosteneva che la ragione per cui si era arruolata nella Chiesa era in parte perché la visita del dottore nelle foreste era l'unica cosa che fosse mai accaduta. Desiderava incontrare di nuovo questo "potente guerriero".

## G

### Gallifrey
Gallifrey è il pianeta natale dei Signori del Tempo, ubicato nella costellazione di Kasterborous. Era chiamato "Il mondo splendente dei sette sistemi". Anche se creduto distrutto alla fine della Guerra del tempo in realtà Gallifrey fu posizionato in un universo tasca da tutte le 13 incarnazioni del Dottore. Attualmente si trova alla fine dell'universo per protezione.

### Gliese 581d
Fu una delle prime colonie umane fondate dopo l'evacuazione della Terra. Il pianeta è il quarto di un sistema solare binario e si trova a 20 anni luce dalla Terra. A seguito della terraformazione da parte dei Vardies la composizione del pianeta divenne identica a quella terrestre. Il pianeta, Gliese 581 d, è realmente esistente, e orbita nella zona abitabile di una piccola stella nana rossa.

## I

### Illyria Sette
Il pianeta dove Solomon ha acquistato i suoi robot, da un discount.

## J

### Judoonia
Judoonia è il pianeta natale dei Judoon. Ha montagne alte 1.000 miglia. Sul pianeta è vietato il Nukeball lo sport molto pericoloso amato da alcuni Judoon, che è stato proibito per evitare la distruzione del pianeta. Nonostante ciò, viene ancora giocato illegalmente.

## K

### Kahler
Il pianeta natale dei Kahler, che l'Undicesimo Dottore considera grandi inventori. Per nove anni fu sottoposto ad una tremenda guerra civile, finché degli scienziati non costruirono dei cyborg che posero fine alla guerra in una settimana, sterminando l'altra fazione. La maggior parte dei cyborg fu dismessa, tranne Kahler-Tek che venne danneggiato in battaglia e riprese la sua personalità, iniziando a cacciare gli scienziati. Un luogo famoso del pianeta è Gabrean, che secondo Kaler-Jex è bellissimo.

### Karn
Karn era originariamente una colonia del vecchio impero Gallifreyano nei giorni precedenti a Rassilon. La Sorellanza di Karn era un residuo della Pizia che un tempo regnava su Gallifrey. La Sorellanza custodiva la Sacra Fiamma usata per distillare l'elisir di vita, che potrebbe aiutare un Signore del tempo che ha avuto difficoltà con la rigenerazione.
Dopo la sconfitta di Morbius, Karn era diventato un pianeta bruciato ed esaurito, una terra arida e rocciosa con molte rovine e piantagioni industriali abbandonate. Era pieno di relitti di astronavi precipitate da molti mondi, abbattute dai poteri telecinetici della Sorellanza per paura del furto dell'Elisir della Vita. Karn e la Sorellanza sopravvissero alla Guerra del Tempo. Colonia Sarff ha visitato Karn nella ricerca del Dodicesimo Dottore per conto di Davros.

### Kastria
Il pianeta d'origine dei Kastriani.

### Krop Tor
Era un pianeta che orbitava il buco nero K37 Gem 5. Era un pianeta desolato e senza atmosfera ma aveva terremoti e vulcani. Una civiltà scomparsa, i Discepoli della Luce, ha lasciato tracce della sua esistenza, incluse degli scritti. Dieci miglia sotto la superficie esisteva una città sotterranea abbandonata.
Krop Tor mostrava delle anomalie. Emetteva un imbuto gravitazionale nello spazio, impedendogli di cadere nel buco nero. Ha mantenuto l'orbita grazie a una fonte di energia sconosciuta, generando un riflesso invertito e auto-estrapolante di 66 ogni sei secondi. Persino il Dottore non ha potuto fornire una spiegazione scientifica per la fonte di energia, che proveniva da dieci miglia sotto la superficie del pianeta.
K37 Gem 5 e Krop Tor furono creati dai Discepoli della Luce per imprigionare la Bestia. La Bestia fu intrappolata all'interno di Krop Tor e venne impiantata una fonte di energia per impedire che il pianeta cadesse in K37 Gem 5. Se la Bestia avesse cercato di fuggire, la fonte di energia sarebbe fallita e il pianeta sarebbe stato trascinato nel buco nero.
Intorno al 42 ° secolo, il Secondo Grande e Munifico Impero Umano apprese di Krop Tor. La prima missione per investigarlo, la Spedizione Galis, riportò alcune ceramiche e un quaderno. La missione successiva, la Spedizione Walker, è stata inviata per scavare nel pianeta e ottenere la fonte di energia che la manteneva stabile.

## M

### Marinus
Marinus, è un mondo acquatico nel gruppo Voora Marinii, sul pianeta c'erano mari acidi e spiagge di vetro.
Durante l'ultima grande guerra temporale, Marinus fu attaccato dai Dalek. A causa dei paradossi e dei cambiamenti temporali, Marinus perse tutti i suoi ecosistemi e rimase solo con i suoi deserti acidi, ma al contrario, i Voord si evolsero in esseri più forti. Sebbene i Signori del Tempo possedessero il potere di riparare il danno, i Voord stessi temevano che sarebbero tornati al loro modo di essere. 

### Mendorax Dellora
Una colonia umana che nell'anno 5343 era governata da Re Hydroflax. La superficie del pianeta è simile alla Terra, coperta di ghiaccio e neve, disseminata di grandi foreste e con un'atmosfera ricca di ossigeno. Il pianeta ha due grandi lune blu visibili nel cielo.
Quando River Song chiamò un chirurgo per rimuovere la testa di Hydroflax, il suo assistente Nardole scambiò il Dodicesimo Dottore per quello che stava cercando e lo portò in aiuto. Fu qui che River incontrò per la prima volta la dodicesima incarnazione del Dottore.

### Messalina
Un pianeta colonizzato da Umani e Hath nel luglio dell'anno 6012 del Nuovo Calendario Bizantino. L'atmosfera ha un rapporto di azoto e ossigeno all'incirca 80:20 e alti livelli di ozono. La superficie del pianeta, prima della terraformazione, era fredda e rocciosa con occasionale catrame e radiazioni
Era stato progettato di terraformarlo per rendere il pianeta ospitale per le due specie. Tuttavia, quando il comandante della missione morì di febbre bizantina, vi fu un vuoto di potere. Le due specie quindi si impegnarono in una battaglia di sette giorni, anche se più di seimila generazioni passarono nella settimana. Ci fu uno scoppio di pacifismo tra gli umani nella Zona Orientale tre generazioni prima dell'arrivo del Decimo Dottore.
Quando il Decimo Dottore distrusse il dispositivo terraformante e rilasciò i gas terraformanti nell'aria, una pace fu stabilita. La colonizzazione del pianeta è continuata come pianificato. Messalina è il luogo d'origine di Jenny la "figlia" del Dottore.

### Metebelis III
Metebelis III è un famoso pianeta blu nella Galassia di Acteon. Il Terzo Dottore ha tentato di raggiungerlo diverse volte durante il suo mandato come consulente scientifico della UNIT, riuscendo finalmente a incontrare alcuni dei pericolosi animali nativi. Qui, a seguito dell'esposizione a radiazioni, si è rigenerato nel Quarto Dottore.

### Midnight
Midnight è un pianeta senza aria nel sistema della stella x-tonica Xion ed è composto principalmente da ghiacciai di diamanti e montagne. Il pianeta ha una cascata di zaffiri. Nonostante Midnight non abbia un'atmosfera è sede di spa e luoghi di vacanza, che sono stati calati dall'orbita e sono gestiti dalla Leisure Palace Company.

### Mondas
Ex pianeta gemello della Terra e patria originale dei Cybermen.

### Mondo delle meraviglie di Edgewick
Era un tempo il più grande parco a tema della galassia.
Il giorno in cui arrivarono l'Undicesimo dottore, Clara Oswald, Angie Maitland e Artie Maitland, dei Cybermen di recente aggiornamento si risvegliarono. Quando i Cybermen divennero impossibili da sradicare attraverso il combattimento diretto, il pianeta fu distrutto per ordine di Porridge. Questo atto spazzò via quasi tutti i Cybermen, ma almeno un Cybermite sopravvisse alla distruzione planetaria e persistette nello spazio.

### "Mondo di Pete"
Un universo parallelo visitato dal Decimo Dottore, Rose Tyler e Mickey Smith. Prende il suo nome da Pete Tyler, il padre di Rose, che in questo universo è ancora vivo. 
Qui sono stati creati, dalla Cybus Industries, un nuovo tipo di Cybermen che invasero la Terra. Esiste inoltre una versione alternativa dell'Istituto Torchwood che opera pubblicamente. Questo universo è avanti di tre anni rispetto a quello del Dottore. Esiste una Bio-Convezione, con sede a Ginevra, che si occupa di approvare la creazione di nuove forme di vita.

## N

### Nuova Terra
Nuova Terra è un pianeta situato nella Galassia M87 a 50.000 anni luce dalla Terra. È stato scelto per la colonizzazione perché aveva orbita, dimensioni, atmosfera e terreno simili alla Terra. Ha almeno due grandi lune o pianeti visibili nel cielo. L'Erba Mela cresce sul pianeta. Luoghi di interesse includono Nuova New York e l'Ospedale di Nuova New York. C'è anche un Nuovo Atlantico e un Nuovo New Jersey da qualche parte sul pianeta, oltre all'Isola del Fuoco.
Nel 5.000.000.012 Helen Clay ha fondato la Testimonianza, che prende le persone vicino alla morte e impianta i loro ricordi in corpi di vetro, permettendo loro di vivere come una persona di vetro.
Nell'anno 5.000.000.023, il Decimo Dottore e Rose Tyler, visitarono l'Ospedale di Nuova New York quando il Dottore ricevette la richiesta di incontrare la Faccia di Boe.
Nel 5.000.000.029, un virus mortale, l'airbourne, mutato da una droga di umore dipendente, si diffuse attraverso Nuova Terra e il pianeta fu posto sotto quarantena per cento anni. In seguito il virus spazzò via l'intera popolazione, salvo Novice Hame, la Faccia di Boe e quelli dell'Undercity.
Nell'anno 5.000.000.053, il Decimo Dottore e Martha Jones, arrivarono sul pianeta. Martha fu rapita e intrappolata nell'Autostrada, una via di traffico sotterranea che avrebbe dovuto portare le persone in superficie. Poiché il fuoristrada era chiuso, l'autostrada era essenzialmente un circuito infinito di traffico. Il Dottore incontrò la Faccia di Boe un'ultima volta. Boe morì usando la sua energia vitale per aprire il tetto dell'autostrada in modo che l'umanità potesse vivere ancora una volta sulla superficie.

## O

### Obsidian
Obisidian era un pianeta che fu distrutto dal Buco Nero di Magellano. Il Dodicesimo Dottore l'ha descritto come un mondo di perpetua oscurità.

### Oseidon
Oseidon è il pianeta natale dei Kraal e l'unico pianeta abitato nella Mutter's Spiral con un livello instabile di radiazioni che aumenta continuamente.
Nell'VIII secolo, i Kraal combatterono "una guerra atomica di troppo", come spiegò il Quarto Dottore a Sarah Jane Smith, con pochi sopravvissuti e il pianeta in rovina. Oseidon è simile alla Terra in termini di gravità e atmosfera. Oseidon Robotics era una delle aziende presenti al Fluren Temporal Bazaar su Fluren's World.

## P

### Peladon
Il pianeta dei Peladoniani, è simile alla Terra in termini di temperatura, gravità e atmosfera. Ha tre lune, il che rende difficile la navigazione. Era noto per essere particolarmente tempestoso. Queste tempeste costanti significano che le piante sono difficili da coltivare, poiché in genere non c'è abbastanza luce solare anche se Peladon ha più di una stella madre. Uno dei luoghi principali è il monte Megeshra. Il pianeta è ricco di trisilicato e granito, ma non ha gesso.

### Penisola Boeshane
Il luogo nativo di Jack Harkness, si trova in una delle colonie terrestri nel 51º secolo.

### Pianeta biblioteca
Pianeta visitato dal Decimo Dottore e Donna Noble. Attualmente è abitato dai Vashta Nerada. Il Dottore lo ha descritto come la biblioteca più grande dell'universo. Qui il Dottore ha incontrato River Song per la prima volta e l'ha vista morire.

### Pianeta dei negozi di caffè
Il pianeta è una famosa meta turistica. Secondo l'Undicesimo Dottore, è al primo posto tra le destinazioni per viaggiatori interstellari. Il pianeta è rifornito di caffè dalla Intergalactic Coffee Roasting Station.

### Pianeta della Banca di Karabraxos
Il pianeta appare come un mondo nuvoloso e desertico in orbita ad un flebile sole. Era la sede della Banca di Karabraxos, un istituto finanziario usato dagli ultra-ricchi della Galassia. Era la banca più sicura dell'universo: nessuno vi metteva piede senza protocolli, tutti i movimenti erano controllati, la consumazione di aria era regolata e test del DNA erano richiesti per accedere ad ogni sezione. Era gestita da Madame Karabraxos, che viveva in una volta e usava cloni di se stessa come amministratori. La banca fu distrutta da una tempesta solare. 
Il Dodicesimo Dottore e Clara Oswald furono inviati dalla Madame Karabraxos del futuro per "rubare" due esemplari alieni e portarli su un altro pianeta, sapendo che la tempesta avrebbe reso la banca vulnerabile.

### Pianeta di Leela
Il pianeta natale di Leela, compagna del Quarto Dottore. In un futuro lontano il pianeta fu colonizzato dalla Spedizione Mordee e il Quarto li aiuto a creare il loro computer, Xoanon. Dopo secoli i Mordee si erano divisi in due gruppi: I Savateem e i Tesh, che veneravano Xoanon.

### Pianeta di Sardick
Il pianeta è caratterizzato dalla fascia di nubi cristalline che lo copre. I pesci del cielo si sono evoluti per volare attraverso queste nuvole e possono vivere fuori da loro solo per un po. 
Sardicktown è la città principale del pianeta. Di notte, la nebbia era diffusa in tutta la città e il pesci del cielo nuotavano liberamente. Dato che includeva una specie simile a uno squalo, Elliot Sardick creò una macchina in grado di controllare le nuvole per tenere i pesci lontano quando le persone erano per strada. I Sardick usavano banchi di nebbia permanenti all'interno di camere speciali per mantenere le persone congelate criogenicamente.
Ha una società che ricorda l'epoca vittoriana. La valuta è il Gideon ed esiste un presidente, anche se il potere reale è detenuto dalla famiglia Sardick. Inizialmente il Natale veniva chiamato "la festa di cristallo". Non c'era la lotteria.
L'Undicesimo visitò il pianeta quando una nave che conteneva Amy Pond e Rory Williams, cominciò a precipitare nell'atmosfera.

### Pyrovilia
Pyrovilia è un pianeta vulcanico, i suoi abitanti sono i Pyroviles essere di roccia e magma. Il suo furto da parte di Davros convinse i Pyroviles a invadere la Terra, ma il loro piano fu sventato dal Decimo Dottore.

## R

### Raxacoricofallapatorius
Pianeta gemello di Clom e uno dei mondi cuore dell'Alleanza Raxas, è il pianeta natale dei Raxacoricofallapatorians, tra cui le famiglie criminali Slitheen e Blathereen. Si trova nella galassia di Isop e visto dallo spazio appare di colore viola.
Ci sono almeno due oceani sul pianeta. Il Grande Consiglio, l'organo governativo del pianeta, è capeggiato dal Lord Predatore. Le leggi di Raxacoricofallapatorius prevedono la morte per immersione nell'acido verso i criminali peggiori. Il Museo degli Ultimi espone i resti di specie animali estinte.

### Raxacoricovarlonpatorius
Uno dei mondi dell'Alleanza Raxas.

### Ruta III
Ruta III è un mondo ghiacciato, sebbene sia ancora entro un raggio tollerabile agli umani. Gli unici abitanti conosciuti sono i Rutan, che si sono evoluti dalle forme di vita acquatiche e adattati alla terra. La Regina Rutan vive sul pianeta.

## S

### Saturnyne
Era il pianeta dei Saturnini prima di essere divorato dalle crepe nell'universo. Secondo Rosanna Calvierri il pianeta aveva un oceano come la Terra. Saturnyne disponeva di un considerabile quantitativo di tecnologia, incluso il controllo meteorologico e i filtri di percezione. Erano anche a conoscenza di Gallifrey e degli eventi della Guerra del tempo.

### Sfera Sense
Il pianeta natale dei Sensoriti. Ha due soli e il pianeta non ha mai una notte naturale. La sua atmosfera è spessa, il che significa che le onde sonore del pianeta sono aumentate di volume. Il pianeta è anche crivellato di caverne, dove vivono gli zilgani. Nel XXVIII secolo, la Sfera fu visitata da due distinte spedizioni terrestri alla disperata ricerca del pianeta per il suo prezioso molibdeno. La Sfera alla fine capitolò all'Impero Terrestre nel XXX secolo.

### Shada
Era la prigione dei Signori del Tempo rinchiusa in una bolla al di fuori dell'universo, secondo alcuni racconti era un pianeta secondo altri solo un asteroide. Era protetta da un muro quantico e da robot guardiani. I prigionieri venivano rinchiusi in celle criogeniche separate, vivi, ma congelati nel tempo in un imprigionamento perpetuo.

### Skaro
Pianeta natale dei Dalek, Kaled e Thal, fu devastato dalla Guerra dei Mille anni. Ha un aspetto desolato e la sua atmosfera è di colore rosso. Si trova nella Settima Galassia, ed è parte di un sistema solare binario, che comprendeva il pianeta Alvega. La capitale attuale è Dalek City.

### Solos
Solos è un pianeta, nella Nebulosa del Ciclope. Solos è simile per dimensioni alla Terra, ma impiega 2000 anni per orbitare attorno al suo sole. Sebbene non sia inclinato sul suo asse, Solos sperimenta le stagioni, poiché si avvicinava sempre più al suo sole. Queste stagioni durano circa 500 anni e le temperature possono diventare estreme.
Il pianeta è coperto di sterili brughiere e grotte. C'è anche un isotopo di azoto che si trasforma in un gas quando reagisce con i raggi UV del sole. I Soloniani sono immuni al gas. Gli esseri umani sono in grado di sopravvivere al gas solo per mezzo di un ossimaco.
Durante l'avvicinamento dell'era estiva, i Soloniani devono adattare i loro corpi in forme che potessero sopravvivere agli estenuanti cambiamenti climatici. Hanno iniziato una metamorfosi naturale che li avrebbe trasformati da forme umanoidi in bozzoli bipedi simili a insetti. Queste forme intermedie li proteggevano dal calore intenso e permettevano loro di ritirarsi nelle caverne di Solos, che fornivano condizioni di vita più fresche e riparo dalle condizioni ostili all'esterno. Dopo aver raggiunto il cuore dei sistemi di grotte, avrebbero istintivamente cercato un cristallo che usasse l'energia radioattiva per alimentare lo stadio finale della loro metamorfosi in esseri di energia telepatica.
Solos è anche ricco di thaesium, motivo per cui gli umani lo colonizzarono.

### Sontar
Il pianeta natale dei Sontaran. Ha una gravità sei volte superiore a quella della Terra. Sontar possiede una luna, la cui gravità è addirittura superiore a quella del pianeta. Originariamente orbitava la sua stella, ma nel 1609 è stato modificato in modo che la stella orbitasse Sontar, come un modello più "logico". Da qualche parte sul pianeta esiste la "Sala dei caduti e dei coraggiosi". 

### Sto
Il pianeta natale di Astrid Peth, situato nella Cintura Cassavalian. Nonostante la specie dominante sia molto simile agli umani, Sto è anche casa degli Zocci. Su Sto esistono i Cyborg, che sono considerati cittadini di seconda classe.

### Stormcage
La prigione di massima sicurezza per i peggiori criminali della galassia. River Song fu rinchiusa qui per aver ucciso il Dottore. La prigione si trova su un pianeta in cui c'è una tempesta continua, anche se alle volte può nevicare. I corridoi sono dotati di scanner elettronici che riconoscono i prigionieri in fuga, tramite riconoscimento facciale. Stormcage è circondata da un campo di piegamento Tesla, che previene la fuga dall'interno tramite transmat o manipolatore vortex.

### Sycorax
Il pianeta natale dei Sycorax. Fu rotto in asteroidi-navi, inclusa l'ammiraglia Fire Trap.

## T

### Thedion Quarto
Era un pianeta con una pioggia acida costante, in cui il Dottore ebbe un picnic con una maschera a gas. Il Dottore racconto questa storia a Clara Oswald e fu accusato di mentire da Maisie Pitt, dato che il pianeta non esisteva più da millenni.

### Tiaanamat
Tiaanamat è un grande asteroide abitato, che orbita Akhaten e i suoi anelli. Ospita il Festival delle Offerte, una cerimonia millenaria celebrata durante l'allineamento degli anelli. L'Undicesimo Dottore ha portato qui Clara Oswald nel loro primo viaggio. Il Primo Dottore e sua nipote Susan Foreman avevano già visitato i mercati di Tiaanamat in precedenza.

### Tivoli
Tivoli è il pianeta più conquistato nella galassia. I suoi abitanti sono i Tivoliani, una specie di umanoidi simili ai roditori. Sono una delle più antiche civiltà della galassia e lasciano semplicemente che gli invasori facciano quello che vogliono. Il loro inno è "Gloria a..." e le loro città sono state progettate per essere confortevoli per gli eserciti invasori. La sua capitale ha un cartello che dice "Se ci avessi occupato, a quest'ora saresti già a casa". Durante il XX secolo, Tivoli fu governato dal Re Pescatore e dal suo popolo per dieci anni, prima di essere liberato dai benevoli Arcateeniani. I Tivoliani non accettarono gentilmente di far rimuovere coloro che li opprimevano dal potere. Gli Arcateeniani si irritarono così tanto per i Tivoliani che decisero di ridurli in schiavitù.
Albar Prentis, un impresario funebre, fu inviato da loro per seppellire il Re Pescatore su un "arido e selvaggio avamposto" secondo l'usanza di Arcateen. Gibbis era un nativo di Tivoli, il cui compito consisteva nel piantare alberi in modo che le forze invasori fossero ombreggiate durante le loro marce.

### Telos
Telos è il pianeta natale dei Cryon. Era anche abitato dai Cybermen, che usarono la tecnologia dei Cryon dopo che avevano attaccato il pianeta e spazzato via un gran numero della popolazione Cryon per immergersi per secoli in un'animazione sospesa all'interno delle Cyber-tombe. Telos si trova in un sistema stellare vicino a quello di Krelos.

### Terra Alpha
Terra Alpha è una colonia terrestre governata da Helen A nel 24 ° secolo. Il pianeta ha un'atmosfera giallastra e i coloni umani sono chiamati Alphans. I Pipe sono i nativi del pianeta, costretti sottoterra dai coloni.
Vi sono zone turistiche specificate, una zona di razzi con voli programmati e una zona di attesa che si spostava in luoghi diversi a seconda del momento della notte. Le prigioni erano considerate luoghi terribili. Helen A aveva costruito oltre 1.000 fabbriche che erano dotate di droni che provenivano dalle pianure e che erano vietati di entrare in città.
Tutti quelli che vivevano su Terra Alpha avevano un nome normale, seguito da una lettera di valutazione. Coloro che non provenivano dal pianeta hanno ricevuto "Sigma" come gradazione e badge richiesti. La musica "Lift music" è stata riprodotta per le strade e la televisione era disponibile per le trasmissioni di Helen A.
Volendo un mondo forte in cui le lacrime fossero trattenute e tutti fossero felici, Helen A creò la Happiness Patrol per far rispettare le sue leggi che tutti dovevano essere felici. Coloro che erano infelici furono giustiziati, di solito dai Kandyman. Quando Helen A perse il suo animale domestico Fifi si rese conto che l'infelicità era parte integrante della vita. Dopo che Helen A fu deposta il pianeta divenne una colonia libera.

### Thoros-Alpha
Thoros-Alpha è il pianeta gemello di Thoros Beta. Aveva un sistema di anelli del promovimento ed era visibile dal suo pianeta gemello.

### Thoros-Beta
Thoros-Beta è un pianeta roccioso abitato dai Mentori e il pianeta gemello di Thoros Alpha. Gli oceani di Thoros-Beta sono rosati e il cielo di un blu verdastro. C'è anche un grande gigante gassoso in vista della superficie. La maggior parte degli insediamenti è sotterranea. Un luogo chiamato Brak è noto per i suoi isolotti. Il Quinto Dottore era a conoscenza di Thoros-Beta e fece uno sforzo per evitarlo durante i suoi viaggi a causa della sua combinazione di colori "vistosi".

### Trenzalore
Trenzalore è un pianeta, dove si trova il villaggio di Natale e l'ultima crepa nello spazio-tempo. Trenzalore è un pianeta blu con un'atmosfera respirabile agli umani, anelli e due lune, Soror e Frater. La luce del giorno a Natale dura solo pochi minuti e spesso nevica.
Trenzalore fu colonizzato 150 anni prima dell'assedio. Nella timeline originale, dopo che l'assedio portò alla morte del dottore, Trenzalore divenne un deserto arido coperto di crepe fuse e aveva perso anelli e lune. Il suo TARDIS divenne in questa linea temporale la sua tomba. La "caduta dell'undicesimo" sui campi di Trenzalore divenne oggetto di una profezia, legata all'undicesimo dottore da Dorium Maldovar.
La storia di Trenzalore è stata cambiata dai Signori del Tempo. L'Undicesimo era diventato vecchio e fragile dopo 900 anni di combattimenti nell'assedio. Clara si rivolse ai Signori del Tempo per chiedere aiuto. I Signori del Tempo concessero al Dottore un nuovo set di rigenerazioni. Il Dottore ha usato la sua energia di rigenerazione per distruggere i Dalek e salvare Natale. A causa delle sue azioni sul pianeta, la Testimonianza diede al Dottore il nome "Bestia di Trenzalore".

## U

### Utopia
Un luogo che gli ultimi umani tentano di raggiungere nell'anno 100 triliioni. Alle sue coordinate gli umani trovarono l'oscurità ed eventualmente si sono cannibalizzati nei Toclafane.

## V

### Varos
Varos è situato nella Costellazione del Cetus, ed era originariamente un pianeta carcerario umano. Di conseguenza, i discendenti degli ufficiali controllavano il pianeta attraverso un sistema politico violento.
Varos ha un cielo rosa con terre desolate. Ha diverse specie native, tra cui le mosche Gee-Jee, talpe di clinker e lumache di sabbia. Varos è uno dei pochi pianeti con sorgenti di Zeiton-7 e, fino alla scoperta dei giacimenti di Zeiton sull'asteroide Biosculptor nel XXIII secolo, si pensava che fosse l'unica fonte.

### Villengard
Villengard è un pianeta situato al centro dell'universo. Le sue fabbriche di armi erano "l'incubo delle sette galassie". I blaster sonici venivano prodotti qui nel 51º secolo. Aveva una luna, anche se quando il Primo e il Dodicesimo Dottore lo visitarono, era parzialmente distrutta. Il War Doctor, negli ultimi mesi della Guerra del tempo distrusse le fabbriche, usando una bomba alla frutta molecolare, per evitare che la Flotta Dalek ne prendesse il controllo. In seguito, un bananeto crebbe lì, che il Nono Dottore usò come giustificazione per le sue azioni a Jack Hakness.
Alla fine, il "buon" Dalek Rusty arrivò alle rovine di Villengard, dove si sistemò all'interno di una torre per combattere contro altri Dalek. Le rovine sono infestate da mutanti Kaled senza i loro involucri. Il Dodicesimo Dottore visitò Rusty per accedere al Pathweb e apprendere l'identità della Testimonianza.

### Vortis
Si trova nella Galassia di Isop ed il pianeta natale degli Menoptera e degli Zarbi. Si caratterizza per le forme di vita insettoidi, le piscine d'acido, il Cratere di Aghi e il Tempio della Luce. Originariamente non aveva lune ma in seguito ne furono posizionate di nuove.

## Z

### Zygor
Zygor era il pianeta natale degli Zygon. Era più caldo della Terra e coperto di laghi e senza calotte polari. Ad un certo punto, Zygor è stato distrutto, ma i racconti differiscono su quale sia la causa. Secondo un racconto, il pianeta fu distrutto nella guerra contro gli Xaranti. Un altro racconto, dato da Elisabetta I, che era in posa come uno Zygon, disse che gli Zygon persero il loro mondo quando brucio nei primi giorni della Guerra del Tempo. Molti Zygon riuscirono a sfuggire alla distruzione di Zygor. Quattro gruppi di Zygon hanno tentato di rendere la Terra più simile a Zygor: quelli che arrivarono nel XII secolo, quelli che arrivarono nel XVI secolo e tramarono per invadere nel XXI secolo, quelli che arrivarono nel 1909, e quelli che arrivarono nel tardo XX secolo.